# 皮托克邸
皮托克邸（Pittock Mansion）是位於美國俄勒岡州波特蘭的一座法式城堡，為法國文藝復興式風格。皮托克邸建造於1914年，曾是俄勒冈人报創辦人亨利˙皮托克與其夫人喬治安娜˙伯頓˙皮托克的宅邸。該宅邸占地46英畝，並有46個房間，以特奈諾的砂岩所建造。現在皮托克邸由波特蘭市公園局所有。